# Cary Elwes
Ivan Simon Cary Elwes (Londra, 26 ottobre 1962) è un attore britannico.

## Biografia
Elwes nasce a Westminster, borough di Londra, il 26 ottobre 1962, ultimogenito dei tre figli di Dominick Elwes, un pittore e giornalista inglese, figlio a sua volta del ritrattista Simon Elwes, e di Tessa Georgina Kennedy, un'interior designer inglese di origini irlandesi, scozzesi, ebraico-croate e serbe. Cresciuto con un'educazione cattolica, i genitori divorziano quando lui ha solo 4 anni. Il padre muore suicida nel 1975. Dopo aver ultimato gli studi superiori presso la prestigiosa Harrow School di Londra, Cary studia recitazione presso la Sarah Lawrence College di New York.
Il suo esordio cinematografico è con Another Country - La scelta, film del 1984 diretto dal regista inglese di origine polacca Marek Kanievska, a cui seguono La storia fantastica, Giorni di tuono, lo storico Glory, Dracula di Bram Stoker, i demenziali Hot Shots! e Robin Hood - Un uomo in calzamaglia e la commedia romantica La ragazza della porta accanto. Verso la fine degli anni novanta colleziona numerose partecipazioni, sempre in ruoli minori, a film come Mowgli - Il libro della giungla, Twister, Bugiardo bugiardo, Il collezionista.
Nel 2000 lavora nel film L'ombra del vampiro mentre nel 2004 recita nell'horror-thriller Saw - L'enigmista. Nel 2004 ha prestato la sua voce al protagonista del videogioco The Bard's Tale. Nel 2005 interpreta il ruolo del giovane Karol Wojtyła, nel film per la televisione dedicato alla vita di Papa Giovanni Paolo II. Sempre nel 2005 recita in Edison City, mentre nel 2006 viene diretto da Garry Marshall in Donne, regole... e tanti guai!. Dal 2009 veste i panni di un rinomato ladro d'arte internazionale, Pierre Desperaux, nella serie televisiva Psych.

## Vita privata
Cary Elwes è sposato dal 2000 con la fotografa Lisa Marie Kurbikoff, conosciuta nel 1991 e sua fidanzata dal 1997. La coppia ha avuto una figlia, Dominique (2007).

## Filmografia parziale

### Attore

#### Cinema
- Another Country - La scelta (Another Country), regia di Marek Kanievska (1984)
- Oxford University, regia di Robert Boris (1984)
- La sposa promessa (The Bride), regia di Franc Roddam (1985)
- Lady Jane, regia di Trevor Nunn (1986)
- La storia fantastica (The Princess Bride), regia di Rob Reiner (1987)
- Glory - Uomini di gloria (Glory), regia di Edward Zwick (1989)
- Giorni di tuono (Days of Thunder), regia di Tony Scott (1990)
- Hot Shots!, regia di Jim Abrahams (1991)
- Dracula di Bram Stoker (Bram Stoker's Dracula), regia di Francis Ford Coppola (1992)
- Robin Hood - Un uomo in calzamaglia (Robin Hood: Men in Tights), regia di Mel Brooks (1993)
- La ragazza della porta accanto (The Crush), regia di Alan Shapiro (1993)
- Sesso e fuga con l'ostaggio (The Chase), regia di Adam Rifkin (1994)
- Mowgli - Il libro della giungla (The Jungle Book), regia di Stephen Sommers (1994)
- Twister, regia di Jan de Bont (1996)
- Bugiardo bugiardo (Liar Liar), regia di Tom Shadyac (1997)
- Il collezionista (Kiss the Girls), regia di Gary Fleder (1997)
- La spada magica - Alla ricerca di Camelot (Quest for Camelot), regia di Frederik Du Chau (1998) – voce
- Il prezzo della libertà (Cradle Will Rock), regia di Tim Robbins (1999)
- L'ombra del vampiro (Shadow of the Vampire), regia di E. Elias Merhige (2000)
- Ella Enchanted - Il magico mondo di Ella (Ella Enchanted), regia di Tommy O'Haver (2004)
- Saw - L'enigmista (Saw), regia di James Wan (2004)
- Edison City (Edison), regia di David J. Burke (2005)
- Factory Girl, regia di George Hickenlooper (2006)
- Donne, regole... e tanti guai! (Georgia Rule), regia di Garry Marshall (2007)
- The Alphabet Killer, regia di Rob Schmidt (2007)
- A Christmas Carol, regia di Robert Zemeckis (2009)
- Saw 3D - Il capitolo finale (Saw 3D), regia di Kevin Greutert (2010)
- Amici, amanti e... (No Strings Attached), regia di Ivan Reitman (2011)
- Le avventure di Tintin - Il segreto dell'Unicorno (The Adventures of Tintin: The Secret of the Unicorn), regia di Steven Spielberg (2011)
- Capodanno a New York (New Year's Eve), regia di Garry Marshall (2011)
- The Oogieloves in the Big Balloon Adventure, regia di Matthew Diamond (2012)
- A proposito di Luke (The Story of Luke), regia di Alonso Mayo (2012)
- Hansel e Gretel e la strega della foresta nera (Hansel & Gretel Get Baked), regia di Duane Journey (2013)
- Comportamenti molto... cattivi! (Behaving Badly), regia di Tim Garrick (2014)
- Reach Me - La strada per il successo (Reach Me), regia di John Herzfeld (2014)
- The Queen of Spain (La reina de España), regia di Fernando Trueba (2016)
- Billionaire Boys Club, regia di James Cox (2018)
- Black Christmas, regia di Sophia Takal (2019)
- Il sacro male (The Unholy), regia di Evan Spiliotopoulos (2021)
- Un castello per Natale (A Castle for Christmas), regia di Mary Lambert (2021)
- L'ultimo libro (Best Sellers), regia di Lina Roessler (2021)
- 1943 - Il filo della libertà (Burning at Both Ends), regia di Matthew Hill e Landon Johnson (2022)
- Operation Fortune (Operation Fortune: Ruse de Guerre), regia di Guy Ritchie (2023)
- Mission: Impossible - Dead Reckoning, regia di Christopher McQuarrie (2023)
- Rebel Moon - Parte 1: Figlia del fuoco (Rebel Moon - Part One: A Child of Fire), regia di Zack Snyder (2023)
- Il ministero della guerra sporca (The Ministry of Ungentlemanly Warfare), regia di Guy Ritchie (2024)
- Rebel Moon - Parte 2: La sfregiatrice (Rebel Moon - Part Two: The Scargiver), regia di Zack Snyder (2024)
- Mission: Impossible - The Final Reckoning, regia di Christopher McQuarrie (2025)

#### Televisione
- Seinfeld – serie TV, episodio 7x23 (1996)
- The Informant, regia di Jim McBride – film TV (1997)
- Dalla Terra alla Luna (From the Earth to the Moon) – miniserie TV (1998)
- Oltre i limiti (The Outer Limits) – serie TV, episodio 5x11 (1999)
- La rivolta (Uprising), regia di Jon Avnet – film TV (2001)
- X-Files (The X-Files) – serie TV, 6 episodi (2001-2002)
- Riverman - Storia di un serial killer (The Riverman), regia di Bill Eagles – film TV (2004)
- Giovanni Paolo II (Pope John Paul II) – miniserie TV (2005)
- Law & Order - Unità vittime speciali (Law & Order: Special Victims Unit) – serie TV, episodio 8x14 (2007)
- Psych – serie TV, 4 episodi (2009-2014)
- Perception - serie TV, episodio 1x04 (2012)
- The Art of More – serie TV, 20 episodi (2015-2016)
- Inganno perfetto (Indiscretion) - film TV, regia di John Stewart Muller (2016)
- Life in Pieces – serie TV, 4 episodi (2016-2017)
- Stranger Things – serie TV, 4 episodi (2019)
- La fantastica signora Maisel (The Marvelous Mrs. Maisel) – serie TV, 4 episodi (2021-2022)
- Knuckles – miniserie TV (2024)

### Sceneggiatore
- Elvis & Nixon, regia di Liza Johnson (2016)

## Doppiatori italiani
Nelle versioni in italiano delle opere in cui ha recitato, Cary Elwes è stato doppiato da:
- Vittorio De Angelis in Seinfeld, Dracula di Bram Stoker, Robin Hood - Un uomo in calzamaglia, Il collezionista, Dalla Terra alla Luna, Il prezzo della libertà, Saw - L'enigmista, Edison City, Donne, regole... e tanti guai!, Saw 3D - Il capitolo finale
- Francesco Prando in X-Files, Psych, Amici, amanti e..., Black Christmas, Un castello per Natale, Il ministero della guerra sporca
- Roberto Pedicini in La storia fantastica, Mowgli - Il libro della giungla, Ella Enchanted - Il magico mondo di Ella
- Massimo De Ambrosis in Operation Fortune, Mission: Impossible - Dead Reckoning, Mission: Impossible - The Final Reckoning
- Danilo De Girolamo in Twister, Bugiardo bugiardo
- Massimo Lodolo in La rivolta, The Art of More
- Franco Mannella in Billionaire Boys Club, Knuckles
- Alberto Bognanni in Anna Nicole - Una vita da playmate, Comportamenti molto... cattivi!
- Guido Cavalleri in Another Country - La scelta
- Lucio Saccone in Oxford University
- Roberto Draghetti in As Good as Dead
- Oreste Baldini in Lady Jane
- Luca Ward in Glory - Uomini di gloria
- Claudio Fattoretto in Giorni di tuono
- Fabrizio Pucci in Hot Shots!
- Gianni Bersanetti in La ragazza della porta accanto
- Maurizio Romano in Sesso e fuga con l'ostaggio
- Mauro Gravina in The Informant
- Massimo Bitossi in Law & Order - Unità vittime speciali
- Francesco Pannofino ne L'ombra del vampiro
- Claudio Moneta in Riverman - Storia di un serial killer
- Adriano Giannini in Giovanni Paolo II
- Andrea Lavagnino in The Alphabet Killer
- Alessio Cigliano in Leverage - Consulenze illegali
- Enrico Di Troia in Capodanno a New York
- Gaetano Varcasia in Perception
- Teo Bellia in Life in Pieces
- Vittorio Guerrieri in Inganno perfetto
- Dario Oppido in Stranger Things
- Andrea Ward ne La fantastica signora Maisel
- Antonio Sanna ne Il sacro male
- Francesco Bulckaen in 1943 - Il filo della libertà
- Roberto Certomà in BlackBerry
- Roberto Chevalier in Lady Jane (ridoppiaggio)
- Sergio Luzi in Donne, regole... e tanti guai! (ridoppiaggio)

Da doppiatore è sostituito da:
- Massimiliano Alto in La spada magica - Alla ricerca di Camelot
- Paolo Lombardi in A Christmas Carol (uomo corpulento)[4]
- Sandro Acerbo in Epic Mickey 2 - L'avventura di Topolino e Oswald

## Ascendenza
|                                   |                         |                                         | Genitori                                |  |  | Nonni |  |  | Bisnonni      |  |  | Trisnonni                         |  |
|                                   |                         |                                         |                                         |  |  |       |  |  | Gervase Elwes |  |  | Valentine Dudley Henry Cary Elwes |  |
|                                   |                         |                                         |                                         |  |  |       |  |  | Gervase Elwes |  |  | Valentine Dudley Henry Cary Elwes |  |
|                                   |                         | Alice Geraldine Ward                    |                                         |  |  |       |  |  | Gervase Elwes |  |  |                                   |  |
| Simon Elwes                       |                         |                                         |                                         |  |  |       |  |  | Gervase Elwes |  |  |                                   |  |
|                                   |                         | Winefride Feilding                      | Rudolph Feilding, VIII conte di Denbigh |  |  |       |  |  |               |  |  |                                   |  |
|                                   |                         | Winefride Feilding                      | Rudolph Feilding, VIII conte di Denbigh |  |  |       |  |  |               |  |  |                                   |  |
|                                   |                         | Winefride Feilding                      | Mary Berkeley                           |  |  |       |  |  |               |  |  |                                   |  |
| Dominick Elwes                    |                         | Winefride Feilding                      |                                         |  |  |       |  |  |               |  |  |                                   |  |
|                                   |                         | James Rennell Rodd, I barone di Rennell | James Rennell Rodd                      |  |  |       |  |  |               |  |  |                                   |  |
|                                   |                         | James Rennell Rodd, I barone di Rennell | James Rennell Rodd                      |  |  |       |  |  |               |  |  |                                   |  |
|                                   |                         | James Rennell Rodd, I barone di Rennell | Elizabeth Anne Thomson                  |  |  |       |  |  |               |  |  |                                   |  |
| Gloria Elinor Rodd                |                         | James Rennell Rodd, I barone di Rennell |                                         |  |  |       |  |  |               |  |  |                                   |  |
|                                   |                         | Lilias Guthrie                          | James Alexander Guthrie                 |  |  |       |  |  |               |  |  |                                   |  |
|                                   |                         | Lilias Guthrie                          | James Alexander Guthrie                 |  |  |       |  |  |               |  |  |                                   |  |
|                                   |                         | Lilias Guthrie                          | Elinor Stirling                         |  |  |       |  |  |               |  |  |                                   |  |
| Cary Elwes                        |                         | Lilias Guthrie                          |                                         |  |  |       |  |  |               |  |  |                                   |  |
|                                   | John Macfarlane Kennedy | Alexander Kennedy                       |                                         |  |  |       |  |  |               |  |  |                                   |  |
|                                   | John Macfarlane Kennedy | Alexander Kennedy                       |                                         |  |  |       |  |  |               |  |  |                                   |  |
|                                   | John Macfarlane Kennedy | Elizabeth Verrals Smith                 |                                         |  |  |       |  |  |               |  |  |                                   |  |
| Geoffrey Alexander Farrer Kennedy | John Macfarlane Kennedy |                                         |                                         |  |  |       |  |  |               |  |  |                                   |  |
|                                   |                         | Dorothy Farrer                          | Thomas Charles Farrer                   |  |  |       |  |  |               |  |  |                                   |  |
|                                   |                         | Dorothy Farrer                          | Thomas Charles Farrer                   |  |  |       |  |  |               |  |  |                                   |  |
|                                   |                         | Dorothy Farrer                          | Ann Richards McLane                     |  |  |       |  |  |               |  |  |                                   |  |
| Tessa Kennedy                     |                         | Dorothy Farrer                          |                                         |  |  |       |  |  |               |  |  |                                   |  |
|                                   |                         | Ivan Rikard Ivanović                    | Ivan Kraus                              |  |  |       |  |  |               |  |  |                                   |  |
|                                   |                         | Ivan Rikard Ivanović                    | Ivan Kraus                              |  |  |       |  |  |               |  |  |                                   |  |
|                                   |                         | Ivan Rikard Ivanović                    | Bettina                                 |  |  |       |  |  |               |  |  |                                   |  |
| Daška McLean                      |                         | Ivan Rikard Ivanović                    |                                         |  |  |       |  |  |               |  |  |                                   |  |
|                                   |                         | Milica Popović                          | Stevan Popović                          |  |  |       |  |  |               |  |  |                                   |  |
|                                   |                         | Milica Popović                          | Stevan Popović                          |  |  |       |  |  |               |  |  |                                   |  |
|                                   |                         | Milica Popović                          | Bella Nikolajević                       |  |  |       |  |  |               |  |  |                                   |  |
|                                   |                         | Milica Popović                          |                                         |  |  |       |  |  |               |  |  |                                   |  |